# Sécurité
Sécurité ist eine Sicherheitsmeldung im Seefunkverkehr. Die Meldung ist ein vorrangiger Funkspruch. Das bedeutet, dass der normale Funkverkehr zu unterbleiben hat (Gebot der Funkdisziplin). Nach den Not- und Dringlichkeitsrufen Mayday und Pan-Pan sind Sécurité-Rufe die am wenigsten dringenden.
Inhalt können beispielsweise behördliche meteorologische Warnungen oder Navigations-Hinweise aber auch Warnungen seitens eines Schiffes über unkontrolliert treibende potentielle Hindernisse (zum Beispiel über Bord gegangene Ladung) sein. Üblicherweise werden diese Meldungen auf einer Notruffrequenz unter Nennung einer Arbeitsfrequenz, unter der dann die Details zu erfahren sind, übertragen.
In Morsetelegrafie werden Sicherheitsmeldungen mit der Buchstabenfolge TTT eingeleitet.

## Beispiel
Typischerweise wird folgender englischer Standardtext verwendet, wenn eine Küstenfunkstelle auf Kanal 16 einen Wetter- und Warnbericht ankündigt:

„Sécurité, sécurité, sécurité

all stations, all stations, all stations

This is <station name> (3×)

For a weather forecast and important navigational warnings for the <Bezeichnung eines Seegebietes>, please tune to <Frequenz oder Kanal-Nummer> 

over“